# SN 2002an
SN 2002an – supernowa typu II odkryta 22 stycznia 2002 roku w galaktyce NGC 2575. W momencie odkrycia miała maksymalną jasność 16,10m.